# سارة مارشال (ممثلة)
سارة مارشال (بالإنجليزية: Sarah Marshall)‏ هي ممثلة أمريكية، ولدت في 1955 في كانساس في الولايات المتحدة.